# Wei Shihao
Wei Shihao (chinês: 韦世豪; Bengbu, 8 de abril de 1995), é um futebolista chinês que atua como atacante. Atualmente joga pelo Guangzhou Evergrande. Destro, Wei Shihao costuma jogar aberto na ponta esquerda.

## Carreira

### Shandong Luneng
Iniciou a sua carreira futebolista nas categorias de base do Shandong Luneng atuando também na equipe juvenil. Considerado um jogador promissor, devido a sua habilidade técnica, dribles e capacidade de reagir à mudança de situações ao seu redor, foi listado em um artigo do Bleacher Report intitulado "Oito adolescentes que deveriam estar no radar de todos os grandes clubes".

### Boavista
Em 2013, foi contratado pelo Boavista Futebol Clube e atuou pela equipe que diputava a Terceira Divisão portuguesa.

### Feirense
Em 2015, foi contratado pelo Feirense para temporada 2015-16. Pelo Feirense, o atleta atuou apenas por 18 minutos de uma única partida. Pouco aproveitado, o atleta assina contrato até junho de 2017 com o Leixões.

### Leixões
No Leixões, o atleta teve uma boa passagem pelo clube e foi o futebolista chinês mais utilizado pelos clubes das Ligas profissionais portuguesas. Em entrevista a um site de esportivo de Portugal, ele afirmou:
| “ | Eu não quero voltar para a China. Fui internacional sub-15, sub-16, sub-21 e sub-23 mas eu quero é jogar na I Liga. Antes de vir para cá queria jogar em Inglaterra ou em Espanha, mas agora tenho 21 anos, já não sou muito novo, e quero jogar no Leixões e depois na I Liga", garantiu Wei, autor do golo da última vitória do clube de Matosinhos na II Liga, diante do Penafiel (2-1), no minuto 90+3, completou. | ” |

### Shanghai SIPG
Após boa passagem pelo futebol português, o atleta é negociado por empréstimo ao Shanghai SIPG e regressa à sua terra natal. Pelo Shanghai SIPG, disputou 14 jogos da liga em 2017, marcando três gols.

### Beijing Guoan
Em janeiro de 2018, é anunciado como o mais novo reforço do clube Beijing Guoan para a temporada.

### Guangzhou Evergrande
Em fevereiro de 2019, Wei Shihao é anunciado como o novo reforço do Guangzhou Evergrande junto com os compatriotas Gao Zhunyi e Wu Shaocong.

## Punições Seleção Chinesa/Guangzhou Evergrande
Wei Shihao foi punido em duas oportunidades pelo seu clube Guangzhou Evergrande por conta de acontecimentos enquanto o atleta servia à Seleção Chinesa. Em março de 2019, o jogador foi suspenso pelo período de um mês por conta de uma entrada dura em Otabek Shukurov no duelo entre China x Uzbequistão. Em outubro de 2019, Wei Shihao e Yang Liyu foram suspensos por dois dias por terem ficado de fora da lista de 23 nomes do técnico Marcello Lippi para o confronto contra Filipinas.

## Títulos

### Beijing Guoan
- Copa da China: 2018